# Åserals kommun
Åserals kommun (norska: Åseral kommune) är en inlandskommun i Agder fylke i södra Norge. Kommunens centralort är kyrkbyn Kyrkjebygda.
Kommunen består till stor del av hed- och fjällområden. Jord- och skogsbruk är den dominerande sysselsättningen i kommunen, och det finns också en växande turistindustri med tre skidanläggningar och stugområden, Bortelid, Eikerapen och Ljosland. Det finns även flera stora dammanläggningar med tillhörande vattenkraftverk i kommunen.

## Administrativ historik
Åserals kommuns gränser har varit orörda sedan kommunen bildades på 1830-talet. Den bytte dock fylke från Aust-Agder fylke (Nedenes amt) till Vest-Agder fylke (Lister og Mandals amt) år 1880. Den 1 januari 2020 slogs Aust- och Vest-Agder fylken samman till Agder fylke.

## Tätorter
I Åserals kommun finns inga tätorter:

## Socknar
Inom Norska kyrkan motsvaras Åserals kommun av Åserals socken i Otredals prosteri i Agder og Telemarks stift.